# Таксідо (Нью-Йорк)
Таксідо (англ. Tuxedo) — місто (англ. town) в США, в окрузі Орандж штату Нью-Йорк. Населення — 3811 особа (2020).

## Демографія
Згідно з переписом 2010 року, у місті мешкали 3624 особи в 1457 домогосподарствах у складі 991 родини. Було 1691 помешкання
Расовий склад населення:
| - 89,0 % — білих - 5,3 % — азіатів - 2,3 % — чорних або афроамериканців - 0,1 % — корінних американців - 1,2 % — осіб інших рас |

До двох чи більше рас належало 2,2 %. Частка іспаномовних становила 7,1 % від усіх жителів.
За віковим діапазоном населення розподілялося таким чином: 20,9 % — особи молодші 18 років, 62,5 % — особи у віці 18—64 років, 16,6 % — особи у віці 65 років та старші. Медіана віку мешканця становила 45,7 року. На 100 осіб жіночої статі у місті припадало 99,8 чоловіків;  на 100 жінок у віці від 18 років та старших — 96,5 чоловіків також старших 18 років.
Середній дохід на одне домашнє господарство  становив 144 592 долари США (медіана — 104 625), а середній дохід на одну сім'ю — 181 162 долари (медіана — 130 893). Медіана доходів становила 102 523 долари для чоловіків та 74 167 доларів для жінок. За межею бідності перебувало 2,9 % осіб, у тому числі 1,5 % дітей у віці до 18 років та 2,3 % осіб у віці 65 років та старших.
Цивільне працевлаштоване населення становило 1682 особи. Основні галузі зайнятості: освіта, охорона здоров'я та соціальна допомога — 17,7 %, науковці, спеціалісти, менеджери — 16,5 %, роздрібна торгівля — 14,1 %, фінанси, страхування та нерухомість — 11,8 %.